# 曼可顿
曼可顿食品公司是一家以经营烘焙食品为主的食品公司，由比利时ARTAL集团于1995年投资建设。其中英文名称均取纽约市曼哈顿的谐音，总部位于上海。以生产美式吐司切片面包和法式“黄金堡”布里欧修而闻名。曼可顿为中国第二大面包厂家，于2018年被墨西哥宾堡公司（Bimbo）收购。